# Niewierowo
Niewierowo (kaszb. Nepnowò lub Niepnowò, niem. Nipnow) – wieś w Polsce położona w województwie pomorskim, w powiecie słupskim, w gminie Redzikowo. Wieś jest częścią składową sołectwa Siemianice. Południowe granice wsi są równocześnie północną granicą miasta Słupska.
W latach 1975–1998 miejscowość położona była w województwie słupskim.
Do miejscowości nie dojeżdżają autobusy lecz były plany by to zmienić.

## Nazwa
Nazwa, wzmiankowana po raz pierwszy w 1285, ma pochodzenie słowiańskie i charakter dzierżawczy. Powstała przez dodanie do nazwy osobowej Niewier formantu -owo. Friedrich Lorentz odnotował formy nazwy w lokalnych gwarach słowińskich: Nȧ̃pnɵvɵ, Nä̀pnɵvɵ wraz z nazwami mieszkańców – zarówno z pominiętym formantem -ɵv-: 'Nȧ̃pńȯu̯n : Nä̀pńȯu̯n, Nȧ̃pńȯu̯nkă : Nä̀pńȯu̯nkă „niewierowianin, niewierowianka”, jak i w postaci pełnej: Nȧ̃pnɵvjȯu̯n : Nä̀pnɵvjȯu̯n, Nȧ̃pnɵvjȯu̯nkă : Nä̀pnɵvjȯu̯nkă „ts.”. Niemiecka nazwa Nipnow jest adaptacją fonetyczną pierwotnej nazwy słowiańskiej.
Rada Języka Kaszubskiego proponuje kaszubską formę Niewiérowò.